# Plassac, Gironde

Plassac este o comună în departamentul Gironde din sud-vestul Franței. În 2009 avea o populație de 885 de locuitori.

## Evoluția populației
| An        | 1975 | 1982 | 1990 | 1999 | 2006 | 2009 |
| --------- | ---- | ---- | ---- | ---- | ---- | ---- |
| Populație | 901  | 956  | 964  | 913  | 949  | 885  |